# Rock You Like a Hurricane
«Rock You Like a Hurricane» (укр. Сколихну тебе як смерч) — другий трек та головний сингл зі студійного альбому Love at First Sting 1984 року та одна із найвідоміших пісень німецького рок-гурту Scorpions.

## Про пісню
Текст був написаний Клаусом Майне та Германом Раребеллом, музику написав Рудольф Шенкер, а продюсуванням та аранжуванням займався Дітер Діркс.
Слова з цієї пісні дали назву альбому, до якого він входить, а саме закінчення другого куплету: «…On the hunt tonight for love at first sting».
Гітарист Рудольф Шенкер так казав про цю пісню:
|  | Я думаю, що «Rock You Like a Hurricane» — ідеальний рок-гімн, який розповідає про настанови та сексуальність. Дуже важливо розпізнати напругу між куплетами і приспівом». |

### Музичний стиль
За словами багатьох видань, композиція являє собою комбінацію глем-металу, важкого металу, хардроку та арена-року.

## Список композицій
| Сторона А | Сторона А                   | Сторона А                   | Сторона А      | Сторона А  |
| #         | Назва                       | Автор слів                  | Автор музики   | Тривалість |
| --------- | --------------------------- | --------------------------- | -------------- | ---------- |
| 1.        | «Rock You Like a Hurricane» | Клаус Майне Герман Раребелл | Рудольф Шенкер | 4:11       |

| Сторона Б | Сторона Б     | Сторона Б   | Сторона Б      | Сторона Б  |
| #         | Назва         | Автор слів  | Автор музики   | Тривалість |
| --------- | ------------- | ----------- | -------------- | ---------- |
| 1.        | «Coming Home» | Клаус Майне | Рудольф Шенкер | 3:13       |

## Кавер-версії
- Доро Пеш на своєму святі, яке відбулося 13 грудня 2008 року, та було присвячене 25-річчю її кар'єри як співачки, заспівала цю пісню разом Клаусом Майне та Рудольфом Шенкером[10][11].
- Японський павер-метал гурт «Galneryus» включив живу кавер-версію цієї пісні до спеціального бонусного видання свого сьомого альбому «Phoenix Rising», що вийшов у 2011 році[12].
- 12 червня 2011 на концерті на Олімпійському стадіоні у Мюнхені гурт «Bon Jovi» після виконання своєї пісні «Bad Medicine» заспівав цю пісню[13].
- У кінофільмі «Рок на віки», що вийшов у 2012 році, персонажі Джуліанни Гаф та Тома Круза в одній із сцен виконують цю пісню[14].
- 11 жовтня 2015 року на виступі на місцевому стадіоні у місті Обергаузен, що у Німеччині, гурт «Imagine Dragons» виконав цю пісню[15].
- У австралійського гурту «The Veronicas» є кавер-версія цієї пісні, яка стала саундтреком до фільму «Весняний відрив», що вийшов у 2009 році[16][17].

## Позиції в чартах
| Країна          | Чарти (1984—1985)         | Найвища позиція |
| --------------- | ------------------------- | --------------- |
| Канада          | RPM Top 100               | 37              |
| Франція         | France Top 50             | 17              |
| Велика Британія | UK Singles Chart          | 78              |
| США             | Billboard Hot 100         | 25              |
| США             | Billboard Top Rock Tracks | 5               |

## Сертифікація
| Регіон                                                      | Сертифікація | Продажі |
| ----------------------------------------------------------- | ------------ | ------- |
| Велика Британія (BPI)                                       | Срібний      | 200 000 |
| продажі+прослуховування, що базуються лише на сертифікаціях |              |         |

## Учасники запису
У записі синглу взяли участь:
- Клаус Майне — вокал
- Рудольф Шенкер — ритм-гітара, беквокал
- Маттіас Ябс — гітара, ритм-гітара
- Френсіс Бухольц — бас-гітара
- Герман Раребелл — ударні